# Microregione di Astorga
Astorga è una microregione del Paraná in Brasile, appartenente alla mesoregione di Norte Central Paranaense.

## Comuni
È suddivisa in 22 comuni:
- Ângulo
- Astorga
- Atalaia
- Cafeara
- Centenário do Sul
- Colorado
- Flórida
- Guaraci
- Iguaraçu
- Itaguajé
- Jaguapitã
- Lobato
- Lupionópolis
- Mandaguaçu
- Munhoz de Melo
- Nossa Senhora das Graças
- Nova Esperança
- Presidente Castelo Branco
- Santa Fé
- Santa Inês
- Santo Inácio
- Uniflor